# Траэтаона
Траэтаона (авест. Θraētaona, пехл. Frēdōn, перс. فريدون‎, тадж. Фаридун/Фаредун; Феридун) — герой иранской мифологии, царь из династии Пишдадидов, разделивший мир между своими тремя сыновьями. Прославился изгнанием арабов из Ирана. Персонаж «Шахнаме», победитель дракона. В ведийской традиции ему близок образ Триты, победителя дракона Вритры.

## В «Авесте»
Родился в стране, именуемой «четырёхугольной Варной». Его отец Атвия был вторым из людей, выжимавших сок хаомы, и поэтому у него родился сын.
Траэтаона приносил жертву (100 жеребцов, 1000 коров, 10000 овец) в Варне богине Ардвисуре, прося её о помощи для победы над трёхголовым змеем Дахакой, которого произвёл Анхра-Манью, и для того, чтобы отнять у Дахаки его жён Сахнавак и Арнавак; такую же жертву он приносил Дрваспе; об этом же он просил, когда молился в Варне богине Аши. По описанию «Рам-яшта», когда Траэтаона молился Вайу, он восседал на золотом троне под золотым балдахином.
Силу для победы над Дахакой Траэтаоне дало также обладание пером птицы Варагн, которое содержало в себе треть того хварно, которое некогда отлетело от Йимы.
В «Ардвисур-яште» упоминается, что Траэтаона забросил в небо в обличье птицы героя Паурву.
В древнейшей «Авесте» не упомянуты имена сыновей Траэтаоны, но встречаются названия народов, которые позднее истолковывались как происходящие от этих имён. Деяния Фаридуна и рассказ о его трёх сыновьях излагался в «Чихрдад-наске» и в 20 фрагарде «Судгар-наска» сасанидской редакции «Авесты».
Оружие Траэтаоны, которым он убил Змея, в будущей эсхатологической битве сил Истины и Лжи будет носить Астват-Эрэта, один из Саошьянтов.
Фраваши Траэтаоны почитаются для того, чтобы противостоять разным болезням, лихорадке, невоздержанности, а также «змеиным козням» врага.
В пердской литературе Феридун отождествляется с Ноем.

## В среднеперсидских источниках
Родословную Фаридуна приводит «Большой Бундахишн»: он был сыном Аспьян-и Пур-гава, сына Аспьян-и Сок-гава, сына Аспьян-и Бор-гава, сына Аспьян-и Сийя-гава, сына Аспьян-и Спет-гава, сына Аспьян-и Гепр-гава, сына Аспьян-и Рама-гава, сына Аспьян-и Вапро-гава, сына Аспьяна, сына Джама (Йимы), то есть потомком Джама в 11 колене. Каждое из 10 поколений, разделяющих их, длилось 100 лет (то есть все 1000 лет правления Дахака). Братьев Фаридуна звали Бармаюн и Катаюн. Родословные потомков Феридуна, несколько более сложные, чем у Фирдоуси, приводятся в ряде пехлевийских текстов.
По «Денкарду», хварно по воле творца пришло к Фаридуну, ещё когда он был в материнской утробе, а сразил Дахака он в возрасте девяти лет.
Феридун избил и связал Аждахака Бевараспа, победил многих других дэвов, часть убил, а часть изгнал из кешвара Хванирах. В сочинении «Шайаст-на-шайаст» говорится, что Феридун хотел убить побеждённого Змея, но Ормазд отговорил его, указав, что тогда земля наполнится вредными тварями. По «Бундахишну», Дахака Бевараспа было невозможно убить, и Фаридун заточил его в горе Демавенд.
Феридун правил 500 лет (включая 12 лет правления Эреджа): его царствование было первой половиной эпохи господства созвездия Стрельца. Он установил священный огонь Вартастар, воздвиг себе жилище на горе Патасхвар (Демавенде), который «Бундахишн» локализует в «четырёхугольной Варе».
Феридун изгнал из иранской страны негров, чья раса возникла в царствование Аждахака.
В сочинении «Суждения духа разума» сказано, что Ормазд создал Фаридуна бессмертным, а Ахриман изменил это, и что Феридун не был достаточно разумен. По «Денкарду», Фаридун велик как среди благословенных, так и среди проклятых.
Хварно Фаридуна после его смерти поселилось в корнях тростника в океане Фрахвкарт, откуда его извлёк отдалённый потомок Фаридуна Нотара.

## Индоиранские параллели
Имя Траэтаоны восходит к индоевропейскому архетипу «третьего сына», и в мифах о нём постоянно повторяется мотив троичности. Похожее имя носит иранский герой Трита, близкий индийскому Трите.
При этом в «Авесте» есть и собственный Трита — следствие расщепления некогда единого образа. Этот Трита был великим целителем, изгнавшим из мира недуги. Он третьим выжал золотой сок хаомы — священного растения, и у него родился могучий сын Керсаспа, «палиценосец», победивший множество драконов и демонов.
Ведийский же Трита древнее. Отдельные обрывки мифов дают интересные сведения об этом загадочном индийском божестве. Вот Трита, находясь на дне глубокого колодца, взывает о помощи. Или он берет на себя вину за убийство Индрой трехголового дракона Вишварупы.
Полагают, что в более раннем варианте Вишварупу сразил сам Трита. Этому образу близок древнегреческий Тритон и особенно герой русских сказок Иван Третий (Иван Третьяк, Иван Водович), который, победив трехглавого змея, оказывается в колодце — «ином мире» по вине братьев. Третий побеждает тройственного — древняя индоевропейская мифологема.
Точное соответствие его имени также встречается в «Ригведе» (однако с зеркальным сюжетом): это Трайтана из гимна Диргхатамаса к Ашвинам, который, по более поздним источникам, был рабом (дасой) и пытался убить брошенного в реку слепого риши Диргхатамаса, замахнувшись на него мечом, но лишь рассек самому себе голову, плечо и грудь.
Д. С. Раевский вслед за М. Моле сопоставляет Траэтаону со скифским Таргитаем. Оба они — отцы трёх сыновей, прародители царского рода. Четырёхугольная форма Скифии в характеристике Геродота напоминает «четырёхугольную Варну» «Авесты».
Миф о поединке с драконом связан часто с новогодним праздником, но здесь речь идёт не просто о Новом годе, а о начале нового тысячелетнего цикла.

## Образ в «Шахнаме»

### Рождение и воцарение
Рассказ Фирдоуси начинается с того, что тысячелетнее правление тирана Зохака над миром близится к концу, осталось лишь 40 лет. Зохак видит во сне трёх братьев, и булаву с коровьей головой у младшего. Проснувшись, он требует от мобедов истолковать сон, и один из них, Зирек, делает это.
Через некоторое время рождается Феридун, тогда же рождается корова Бермайе с окраской как у павлина. Зохак посылает людей схватить ребёнка, те в степи захватывают Атбина, отца Феридуна. Его мать бежит с сыном и встречает по пути волшебную корову, прося её сохранить младенца. Ребёнка на протяжении 3 лет растит пастух. Затем мать забирает у него сына и скрывается на Эльборзе у отшельника. По приказу Зохака корова убита, а дом Феридуна сожжён.
Когда Феридуну идёт шестнадцатый год, он просит мать рассказать ему о своём происхождении, что та и делает, сообщая, что его отец Атбин — потомок царя Тахмуреса. Посоветовавшись с матерью, Феридун планирует свои дальнейшие действия. В это время кузнец Каве, не желая отдавать своего сына на съедение Зохаку, поднимает народ на восстание. Феридун возглавляет народ и готовится к походу, обращается к своим братьям Пормайе и Кеянушу. Кузнецы изготавливают для него булаву с коровьей головой.
Войско выступает в поход в день Хордада. Ночью, во время привала, Феридуна посещает божественный вестник Соруш. В ту же ночь два старших брата Феридуна пытаются убить его, сбросив на него глыбу с горы, но он чарами отводит удар. Продолжив поход, войско подходит к реке. Когда начальник стражи не даёт судов, войско переправляется вплавь.
Феридун с войском приближается к столице тирана — Иерусалиму, где стоит замок Зохака, возвышающийся до небес. Феридун поражает булавой всех врагов, занимает дворец и освобождает царевен Эрневаз и Шехрназ (сестёр Джемшида и жен Зохака), они рассказывают, что Зохак бежал в Хиндустан. Казначей Кондорв услужает Феридуну, но затем бежит к Зохаку и рассказывает тому о деяниях героя.
Когда войско Зохака нападает на город, на его улицах начинается битва. Зохак проникает во дворец, но Фаридун булавой рассекает его шлем. Появляется Соруш и приказывает сковать побеждённого. Феридун оглашает обращение к народу и произносит речь к знати о своей победе. Зохака приковывают к скале над пропастью.

### Правление
Феридун вступает на престол Ирана, воздвигнув его в роще Теммише (местность в Мазендеране, близ Сари); учреждает праздник Мехрган. Народ восхваляет его правление. Джахан Борзин соорудил для Фаридуна престол из драгоценных камней.
Феридуну пятьдесят лет, у него родились три сына (два старших — от царевны Шехрназ; младший — от царевны Эрневаз), которые пока безымянны. Он приказывает мудрецу Дженделю найти трёх красавиц для его сыновей. Джендель отправляется в Йемен и сватает у царя Серва его трёх дочерей. Феридун отправляет своих сыновей в Йемен, дав им предварительно мудрые советы. Благодаря советам отца они избавляются от козней Серва и берут в жены девушек.
Феридун превращается в дракона и встречает сыновей на обратном пути. Старший отступает, средний использует лук для обороны, а младший — меч. Когда они прибывают домой, Феридун обращается с ним с речью и нарекает имена им и их женам согласно исходу испытания; после чего гадает по звёздам об их судьбе. Феридун делит мир между сыновьями Сельмом, Туром и Иреджем, причём Сельм получает Рум (Византию); Тур — Туран и Чин, а младший, Иредж — Иран (то есть центр) и Арабистан.
Старшие братья завидуют младшему и, встретившись между собой, посылают письмо отцу с требованием лишить Иреджа власти. Феридун, получив его, осуждает сыновей и приказывает Иреджу отправиться с войском против братьев. Иредж стремится к миру и собирается в одиночку ехать к братьям, после чего, несмотря на предостережение отца, уезжает, передав им письмо Феридуна.
Тур убивает Иреджа при участии Сельма, после чего вестник привозит Феридуну голову любимого сына. Все оплакивают Иреджа, а Феридун обращается с призывом к создателю. От скорби по сыну Феридун ослеп. Это убийство положило начало многовековой вражде Ирана и Турана (другими словами, служило её мифологическим обоснованием, объяснением и оправданием).

### Феридун иМенучехр
Рабыня Иреджа Махаферид рождает после его смерти дочь, которую, когда она выросла, Феридун выдает за своего племянника Пешенга. У них рождается сын. Феридун от радости прозревает и нарекает имя ребёнку. Менучехр растёт, воспитываемый своим прадедом. Когда он вырос, Феридун сажает его на престол.
Сельм и Тур отправляют послание Феридуну с просьбой о милости, Феридун и Менучехр принимают посла, Феридун отправляет ответ. Менучехр по указаниям прадеда строит войско у Теммише. После упорной битвы Менучехр побеждает, убивает Тура, бросает его тело диким зверям, а голову присылает Феридуну с письмом о победе; Феридун радуется посылке. Затем Менучехр побеждает и Сельма, также отрубает ему голову и посылает прадеду.
У Теммише войску Менучехра Феридун устраивает торжественную встречу. Феридун поручает своего наследника богатырю Саму и венчает Манучехра на престол. Феридун часто грустит, глядя на три отрубленные головы сыновей, и умирает. Его правление длилось 500 лет.